# 中野町 (高松市)
中野町（なかのちょう）は、香川県高松市中心部の町丁。郵便番号は760-0008。全域が住居表示に関する法律に基づく住居表示実施地区である。

## 地理
高松市役所より1.0km、高松市中心部の南西に位置し、東は中央通り、南は栗林公園、西は稲荷山（石清尾山塊）、北は霊源寺堀跡や市道中新町1号線によって区切られている。町内の多くは高松市の中心市街地外縁に広がる閑静な高密度・都市型の住宅街を形成しているが、東端の中央通りに面した一帯は例外で交通量の多い中央通り沿いに中高層の商業ビルが立ち並んでいる。道路は区画整然としているが県道173号高松停車場栗林公園線と中央通りから1本入ればほとんどが一方通行の生活道路であり、加えて栗林公園と稲荷山の存在によって北方向と東方向からしか町内に流入・流出が出来ない。
2010年国勢調査による人口は1309人（男630人/女679人）、世帯数は724世帯、面積は15万4448m2、人口密度は8475.3人/km2。公立小学校・中学校の校区は全域が亀阜小学校・紫雲中学校に属している。
町内における都市計画法に基づく用途地域は、中央通り沿いが容積率600%、それ以西、市道天神前中野町1号線以東が400%のいずれも商業地域、栗林公園及び稲荷山に面した街区が容積率200%、建ぺい率60%の第一種住居地域、それ以外の町中央部が容積率300%、建ぺい率80%の近隣商業地域である。
中心市街地の外縁に位置する当町内には四国財務局と四国管区警察局の2つの公官庁が立地していたが、この2つは市内の他の官庁と共に再開発地区サンポート高松に建設される高松サンポート合同庁舎B棟に移転した。

### 河川
- 清水川

町内を流れる清水川は鶴尾地区に端を発して栗林公園の堀となった後、北門の東から霊源寺堀（現・中野町5番・12番・21番）へ注ぎ込み、そこから一方は西へ流れ宮脇町北西部で摺鉢谷川と合流、もう一方は東へ流れ市道藤塚町多賀町線へ至った後、その市道沿いに流れて玉川と合流し更に下流で杣場川と合流する。なお、現在では東ハゼ町より下流は栗林公園堀の部分を除いて全て暗渠となり、霊源寺堀も完全に埋め立てられた後、市営中野団地などの住宅が建ち市街地化した。

### 建築制限
当町のすぐ南側には、歴代高松城主が約100年をかけて完成させた日本庭園で、現在国の特別名勝にも指定されている高松市内の有力な観光地「栗林公園」が位置していることから、当町の一部では建築物の用途や高さなどが制限されている。その制限は2地区に分けられており、1つ目は香川県により指定された「風致地区」で高さ制限は13m、公園とJR高徳線に挟まれた地域がこれに当たる。2つ目は高松市の「地区計画」により指定された地域で高さ制限は18m、香川県の風致地区より外側の部分にあたる。

## 歴史
1921年（大正10年）11月1日、高松市へ合併した香川郡栗林村の大字中村の区域を以って新設された。
もともと大字中村は中ノ村という香川郡の一村で、1890年（明治23年）2月15日に町村制施行に伴い、藤塚町及び上ノ村と合併し栗林村の大字の一つとなった。このとき中ノ村のうち樋ノ上（後の東田町）の区域は分離されて、同時に成立した高松市へ編入されている。
1945年（昭和20年）7月4日未明、アメリカ軍は旧市内全域に無差別絨毯爆撃「高松空襲」を行い、町域の93％が焼失した。その後1958年には町内に高松市戦災犠牲者慰霊堂（六角堂）が完成し、2009年までここで毎年空襲の日に合わせ高松市戦災犠牲者慰霊祭が行われていた。
一部が1964年（昭和39年）に栗林町一丁目〜三丁目及び藤塚町一丁目〜三丁目へ、1966年（昭和41年）に亀阜町及び宮脇町一丁目〜二丁目へ、1969年（昭和44年）に中央町へそれぞれ編入されて現在の町域となる。

## 主要施設
掲載順は住居表示による街区符号・住居番号順。
- 井手口歯科医院
- 市営住宅中野町団地
- 高松市戦災犠牲者慰霊堂（六角堂）
- JR高徳線栗林公園北口駅
- 日本新薬高松支店
- 香川県接骨師会
- 浄土真宗渋柿寺（渋柿地蔵）
- 四国新聞社本社・共同通信社高松支局
- 相谷内科医院
- 讃岐会館
- 高松市中野町公園
- 市立中野保育所
- 中野町ちびっこ広場
- 栗林公園館
- 中野稲荷神社